# Fender Telecaster Bass
Fender Telecaster Bass je električna bas-gitara koju je Fender proizveo 1968. godine. Fender kao proizvođač glazbene, i druge srodne opreme, već je bio prepoznat po modelima klasičnih Precision i Jazz baseva, ali i po Stratocasteru i Telecasteru, modelima električnih gitari. Model Telecaster Bass kroz period '70-ih godina, do prekida proizvodnje 1979. godine imao je nekoliko fizičkih promjena. Ponovna proizvodnja kao Squier Vintage Modified Precision Bass TB pokrenuta je 2007. godine u pogonima Squier, i traje još i danas.

Model Telecaster možemo smatrati reizdanjem kao izvornog Fender Precision Bass modela (samo što je ovaj nazvan Telecaster) po uzoru da bude par uz Telecaster gitaru. Razlika od gitarskog modela čini mu dvostruki izrez tijela roga (engl. double cutaway) prepoznatljiva značajka modela Squier '51.

## Povijest

### Rana verzija (1968. – 1971.)
Fender Telecaster predstavljen je u svibnju 1968. godine, što je u biti bilo reizdanje izvornog Precision Bass-a iz 1951. godine. Model je zapravo bio dizajniran pod velikim utjecajem modela Telecaster gitare. Tako je dobiven model bas-gitare s malom glavom, ali velikom pločom sa zasebno odvojenom kontrolnom pločicom na kojoj su potovi glasnoće i tona. Slična shema dizajna kao i modela gitare.

Rane verzije modela imaju vrat dizajniran u dva dijela (tijelo vrata i hvataljka od javora), bez dužne linije po sredini poleđine vrata.Ploča na tijelu Telecaster Bass gitare nešto je elegantnija, i pričvršćena je s nešto više vijaka od izvornog Precision modela iz 1951. godine.

Također tu su i tri modela različitih dizajna glava modela, kao i općenito raznih prototipova modela ove rane verzije prve dekade. Najraniji prototip modeli djelomično su izrađeni od ostataka Precision modela iz '52 godine. Tako najstariji modeli na glavi imaju napisani srbrni logo Telecaster, a riječ "Bass" smještenu ispod nje.

Modeli druge dekade Telecaster Bass gitare imaju nešto veći, u Fenderovu prepoznatljivom stilu crni logo oivčen zlatnom bojom (poznat i kao CBS logo).

Modeli treće dekade su najkorišteniji modeli. Fender Telecaster Bass logo je također ispisan u prepoznatljivom Fenderovu stilu, srebrnom bojom u sans-serf fontu.

U ranim '90-im godinama Fender Japan ponovo je pokrenuo proizvodnju reizdanja prvog modela Telecaster Bass gitare po uzoru na Precision model iz '51 godine. Najstariji model proizveden u Japanu s oznakom "Proizvedeno u Japanu" (engl. Made in Japan) malo se razlikuje od modela koji se trenutno proizvede u Japanu.

Na primjer: u verziji proizvedenoj početkom 1990-te godine korišteni su povijesno identični modeli prstena ležišta za žice (na poleđini tijela gitare), kakvi su ugrađivani i u modele iz '50-ih godina.  

### Druga verzija
Godine 1971. model Telecaster Bass gitara doživjela je u nekim aspektima svoju zadnju promjenu. Ploča u starom stilu sada je estetski redizajnirana kako bi se uklonila kontrolna pločica s potovima glasnoće i tona, a jednostruki elektromagneti zamijenjeni su sa snažnijim dvostrukim elektromagnetima.

Model Telecaster, uz suvremeni Precision Bass model kroz dekadu '70-ih godina, nije promijenio svoj izgled Fenderova srebrnog loga s crnom ivicom fonta. Ostao je tako u konačnoj verziji svog izgleda do kraja proizvodnje, u rujnu 1979. godine.

### Squier Vintage Modified Precision Bass TB, reizdanje
Od travnja 2007. godine model pod imenom Squier Vintage Modified Precision Bass TB povremeno proizvodi i Fenderova podružnica Squier.

Model se temelji na drugoj verziji Telecaster Bass gitare koja ima sličan dizajn glave vrata, ploču i ugrađenu konfiguraciju dvostrukog elektromagneta. Model je dizajniran u originalnom stilu Precision Bass gitare iz 1951. godine iz izvrsne "Classic Vibe" serije. Na tržištu bio je dostupan u dvije završnice, prva u butterscotch blonde boji s crnom pločom, i druga u lake placid blue metallic boji s bijelom pločom na tijelu gitare. U obje verzije hvataljka je urađena od javora s oblinama kontura prednjeg i stražnjeg ruba koji podsjeća na proizvedene modele Precision od 1954. – 1957. godine. Konfiguraciju elektromagneta ovih verzija modela čine jednostruki elektromagneti, slični onom (pri mostu) ugrađenom u model Telecaster gitare. 

## Poznati glazbenici
- Mike Dimt iz američke punk rock skupine Green Day koristi Telecaster Bass gitaru.
- Charlie Tumahai u engleskom progresivnoj rock skupini Be-Bop Deluxe, i u novozelandskoj reggae skupini Herbs od 1968. – 1971. godine koristio Telecaster Bass gitaru.
- Paul McGuigan od 1968. – 1971. godine u britpop sastavu Oasis.
- Victor Damiani koristio je Telecaster Bass gitaru na prvom, i drugom istoimenom albumu sastava Cake. Drugu verziju Telecastera koristi pri snimanju albuma Fashion Nugget.
- Dusty Hill bas gitarista sastava ZZ Top.
- George Porter, Jr. od 1968. – 1971. godine u američkom funk sastavu The Meters.
- George Nowicki za The Substitute Preachers koristi jedan od najranijih prototipova Telecaster Bass gitare proizveden u ožujku 1968. godine.
- Ron Wood u sastavu The Jeff Back, i na turneji i pri snimanju dvaju albuma: Truth i Beck Ola.
- Lou Barlow u američkoj alternativnoj skupini Dinosaur Jr koristi crni model iz 2007. godine.
- Kenny Rogers u pjesmi The Gambler i drugim hitovima '70-ih godina. Pri nastupu u The First Edition sastavu koristio je model Telecaster Bass iz 1968 godine.
- Sting koristi prvi puta Telecaster Bass iz 1954. godine pri snimanju glazbenog video uratka Demolition Man.
- Leon Wilkeson u američkom rock sastavu Lynyrd Skynyrd.

## Vanjske poveznice
- "Fender Telecaster Bass - opisni sadržaj"  Arhivirana inačica izvorne stranice od 6. lipnja 2012. (Wayback Machine)